# Беллуно
Беллу́но (итал. Belluno, вен. Bełun) — город в итальянской области Венето, административный центр одноимённой провинции. Население города составляет примерно 35 710 человек (2018 г).
Покровителем города считается св. Мартин Турский. Праздник города отмечается 11 ноября.

## История
Название города произошло от кельтского слова «belo-dunum», что означает великолепный холм. Данное наименование город получил в связи с удобным местоположением на территории долины.
Предполагается, что население территории современного Беллуно состояло из венецианцев и кельтов, которые являлись меньшинством на данной территории. Однако, в результате расширения Рима на север в Альпы, кельты либо эмигрировали, либо были ассимилированы. Люди, населявшие эту территорию, принесли присягу на верность Риму в 225 году до нашей эры во время войны с галлами, а также во время вторжения Ганнибала во второй Пунической войне.
Основанный в промежутке между 220 и 200 годами до нашей эры, город находился под значительным влиянием Рима в военной и торговой сфере. Имея выгодное стратегическое положение, город защищал южные территории от нападения с Севера. Также Беллуно стал поставщиком металла[уточнить] и меди. Находясь под влиянием Рима, город юридически и политически присоединился к Римской Республики во втором веке до нашей эры.
В период между смертью Юлия Цезаря и воцарением Октавиана Августа, Беллуно стало Римской муниципией и жители города были приписаны к трибе Papiria.
После падения Западной Римской Империи город был во владении лангобардов (VI век), Каролингов (VIII век). Знаменитое Беллунское сокровище предположительно появилось в этот период. C IX века город был под управлением графа-епископа, и в городе появился замок и крепостная стена. После продолжительного соседства с Тревизо город присоединился к Республике Венеции в 1404 году. С этого времени город был важным центром для транспортировки древесины от Кадоры до Пьяве (река в северной Италии). После падения Венецианской республики Беллуно перешел к Австрийской короне. В 1866 году вернулся в состав королевства Италии.